# Sonderausschuss für Friedenssicherungseinsätze
Der Sonderausschuss für Friedenssicherungseinsätze (Special Committee on Peacekeeping Operations, C34) ist ein Gremium der Vereinten Nationen. In ihm sind zurzeit 124 Mitgliedstaaten vertreten, die sich entweder an VN-Missionen beteiligen oder nach Beobachterstatus aufgenommen wurden. 17 weitere Staaten sowie die Europäische Kommission, das Internationale Komitee vom Roten Kreuz (IKRK) und Interpol haben Beobachterstatus. Es wurde am 18. Februar 1965 durch Resolution 2006 (XIX) der Generalversammlung gegründet. C34 ist das einzige Gremium der Vereinten Nationen, welches ein Mandat der Generalversammlung hat, sich umfassend mit allen Aspekten und Fragen des Peacekeeping zu befassen.